# St. Marien (Handorf)

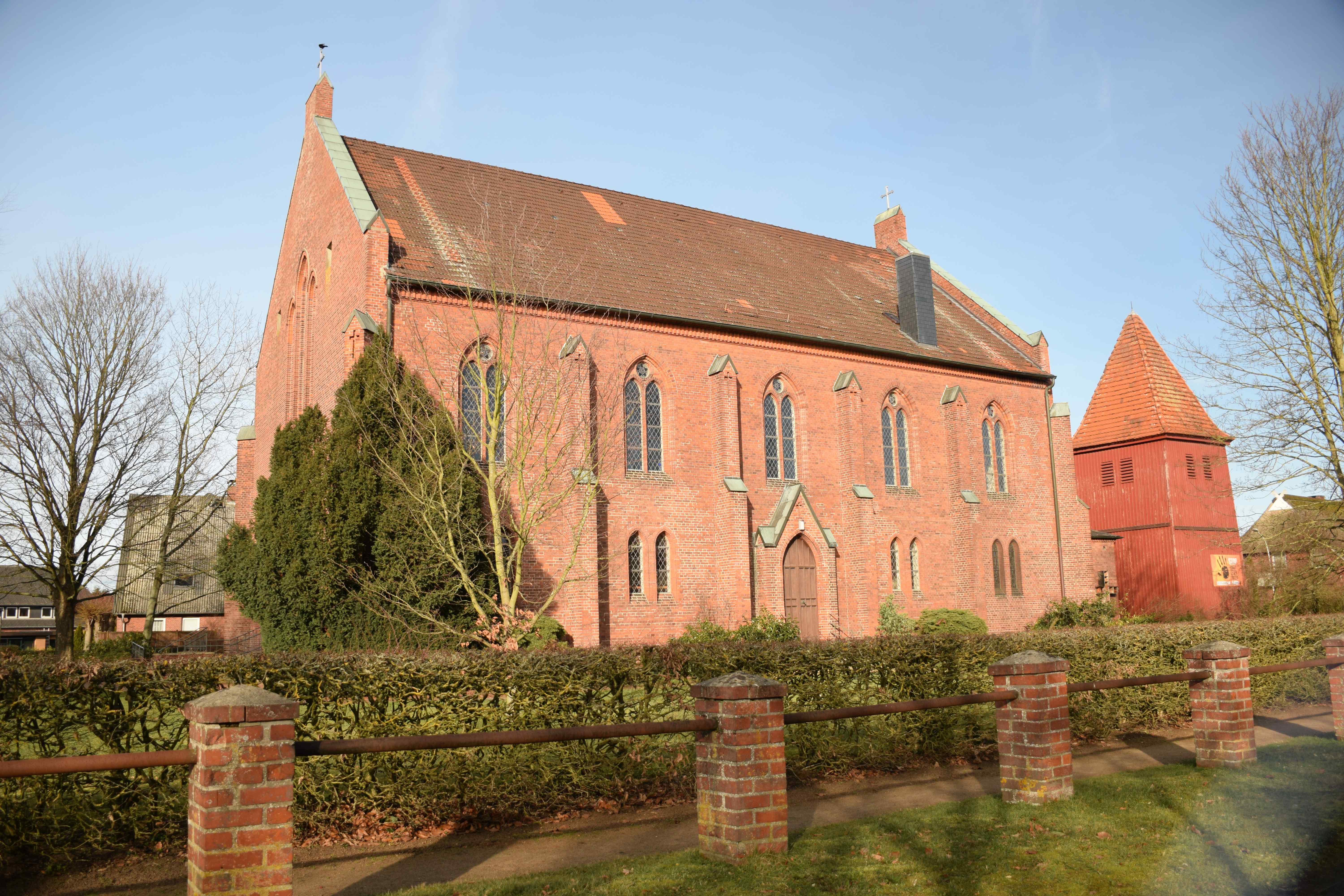
St. Marien

Die evangelisch-lutherische Kirche St. Marien steht in Handorf, eine Gemeinde im Landkreis Lüneburg in Niedersachsen. Die Kirchengemeinde gehört zum Kirchenkreis Winsen im Sprengel Lüneburg der Evangelisch-lutherischen Landeskirche Hannovers.

## Beschreibung

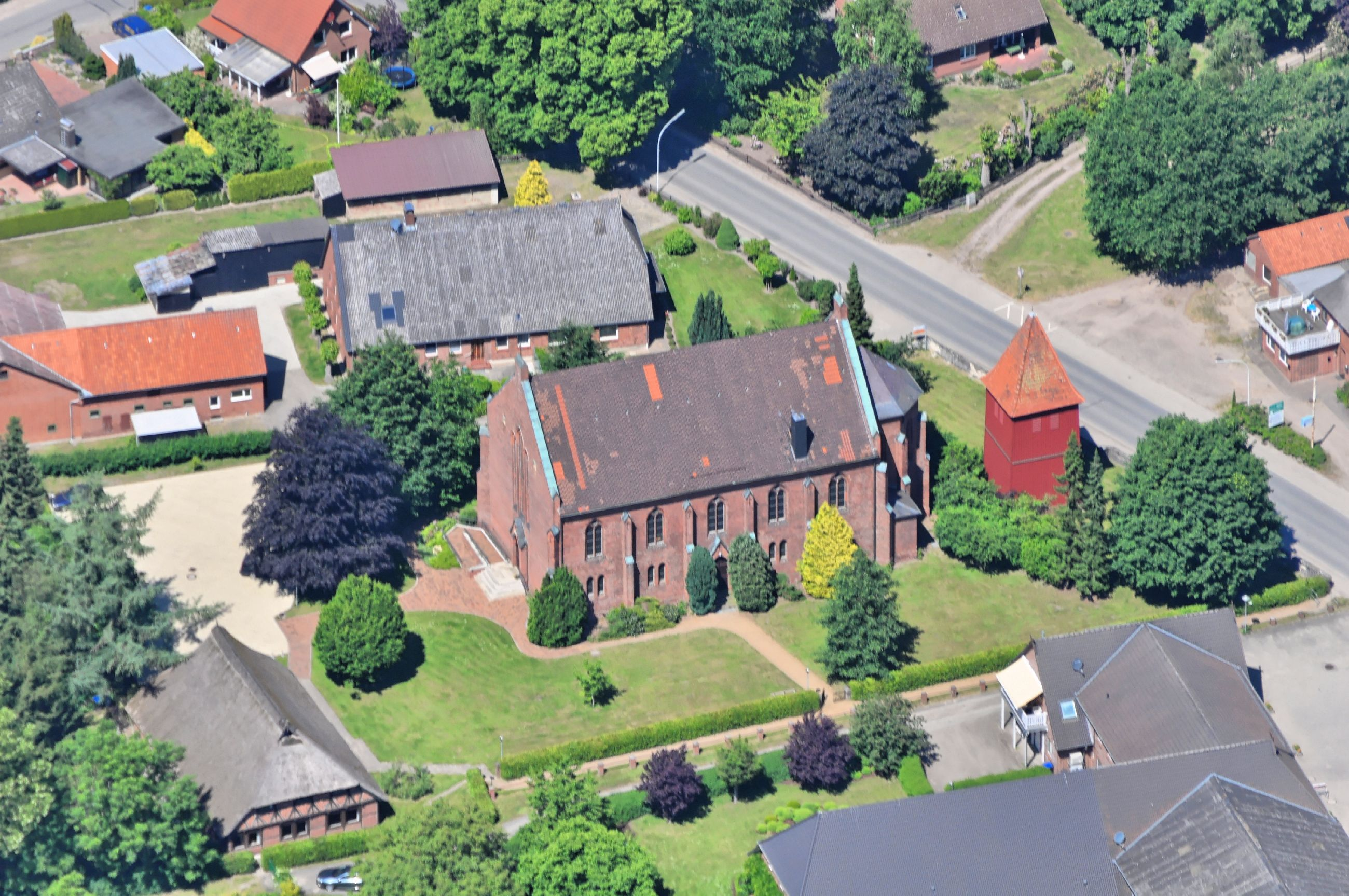
Luftbild (2013)

Der Vorgängerbau wurde um 1250 als Eigenkirche der Grafen Wölpe erstmals erwähnt. Die neugotische Saalkirche aus Backsteinen wurde 1852–1854 gebaut. Das Kirchenschiff hat im Osten einen eingezogenen Chor mit polygonalem Abschluss. Die Wände werden von Strebepfeilern gestützt. Davor befindet sich ein freistehender hölzerner Glockenturm auf quadratischem Grundriss, der bereits im 17. Jahrhundert errichtet wurde. Er ist bedeckt mit einem Pyramidendach. 
Der Innenraum ist mit einer Holzbalkendecke überspannt, die auf Konsolen ruht. Ein Teil der Kirchenausstattung wurde aus dem Vorgängerbau übernommen. Dazu gehört ein um 1420 gebauter Altar, auf dem die vier Erzengel abgebildet sind. Das bronzene Taufbecken wurde 1440 von Lorenz Grove gegossen. Eine Mondsichelmadonna stammt aus der zweiten Hälfte des 15. Jahrhunderts. Die Orgel mit 19 Registern auf zwei Manualen und Pedal wurde 1854 von Eduard Meyer gebaut. Sie wurde 1954 von Alfred Führer umgebaut und 1988 auf den ursprünglichen Zustand zurückgebaut.